# Lactobacillus acidophilus
Lactobacillus acidophilus és un bacteri en forma de bacil, grampositiu, de fermentació làctica, present a la microbiota intestinal humana. És un dels probiòtics més comuns, molt emprat en la producció de làctics fermentats, suplements i aliments funcionals.
Té un notable efecte beneficiós per als humans: regenera la microbiota intestinal, inhibeix el creixement d'altres organismes patògens, com ara Helicobacter pylori, responsable del 90 per cent de les úlceres pèptiques, i afavoreix l'eliminació de les toxines produïdes pels bacteris proteolítics.
Les seves condicions òptimes de creixement són al voltant de 37 ℃ i pH 6,5. Tot i que s'ha trobat una soca amb temperatura òptima als 40 ℃. D'altra banda, la temperatura en què genera més bacteriocines pot ser entre 30 i 40 ℃, ja que hi ha diferències entre estudis.
Contribueix a sintetitzar la vitamina B en el còlon. Els bacteris làctics, en general, tenen sota control els bacteris de la putrefacció de la llet.
El tractament tèrmic de pasteurització de la llet contribueixen a disminuir la càrrega micròbica d'aquest bacteri. Per això alguns productors afegeixen successivament preparats probiòtics que contenen bacteris que pertanyen al gènere Bifidobacterium i Lactobacillus a la llet per tal d'aconseguir productes com el quefir o productes amb diferents noms comercials i marca registrada.